# Rugby Pro D2
El Campeonato Francés de Rugby de Segunda División, también conocido como Pro D2 desde 2001, es la segunda categoría de las competiciones nacionales de rugby en Francia. Es una competición que constituye la antesala de la élite, el Top 14. Inicialmente disputada entre clubes amateurs, se profesionalizó en el año 2000, tras varias reestructuraciones sucesivas hasta llegar a un formato más compacto de 16 clubes.
En la primera temporada (2000–01) la liga se compuso de 12 equipos pasando a los 16 actuales al año siguiente.

## Formato
Dieciséis equipos participan en el campeonato Pro D2. Al igual que en el Top 14, los equipos que terminan entre el 3.º y el 6.º puesto compiten en eliminatorias. Los ganadores avanzan a las semifinales, donde se enfrentan a los dos mejores equipos. Finalmente, los dos ganadores de las semifinales se enfrentan en campo neutral para la final. El ganador de esta final avanza al Top 14, mientras que el perdedor recibe al equipo que quedó en el 13.º puesto del Top 14 para una eliminatoria final por el último puesto en la división élite.
El equipo en el puesto 16.º desciende a una división inferior, a menos que uno de los participantes del campeonato descienda por motivos económicos o se le niegue el ascenso a un equipo ascendido. El equipo en el puesto 15.º juega un desempate contra el perdedor de la final de Nationale 1.

## Palmarés
- Para los campeonatos entre la temporada 1924-25 y 1999-2000 véase Segunda División de rugby de Francia.

| Temporada | Campeón                                      | Subcampeón                                   |
| --------- | -------------------------------------------- | -------------------------------------------- |
| 2000-01   | US Montauban                                 | No hubo                                      |
| 2001-02   | Mont de Marsan                               | Grenoble                                     |
| 2002-03   | Montpellier                                  | Brive                                        |
| 2003-04   | FC Auch-Gers                                 | Bayonne                                      |
| 2004-05   | RC Toulon                                    | Pau                                          |
| 2005-06   | US Montauban                                 | Albi                                         |
| 2006-07   | FC Auch                                      | Dax                                          |
| 2007-08   | RC Toulon                                    | Mont de Marsan                               |
| 2008-09   | Racing Metro                                 | Albi                                         |
| 2009-10   | Agen                                         | La Rochelle                                  |
| 2010-11   | Lyon                                         | Bordeaux                                     |
| 2011-12   | Grenoble                                     | Mont de Marsan                               |
| 2012-13   | Oyonnax Rugby                                | Brive                                        |
| 2013-14   | Lyon                                         | La Rochelle                                  |
| 2014-15   | Pau                                          | Agen                                         |
| 2015-16   | LOU Rugby                                    | Aviron Bayonnais                             |
| 2016-17   | Oyonnax Rugby                                | SU Agen                                      |
| 2017-18   | USA Perpignan                                | FC Grenoble Rugby                            |
| 2018-19   | Aviron Bayonnais                             | Brive                                        |
| 2019-20   | Temporada cancelada por pandemia de COVID-19 | Temporada cancelada por pandemia de COVID-19 |
| 2020-21   | USA Perpignan                                | Biarritz                                     |
| 2021-22   | Aviron Bayonnais                             | Stade Montois                                |
| 2022-23   | Oyonnax Rugby                                | FC Grenoble Rugby                            |
| 2023-24   | Rugby Club Vannes                            | FC Grenoble Rugby                            |
| 2024-25   | Union Sportive Montauban                     | FC Grenoble Rugby                            |
| 2025-26   | A disputarse                                 | A disputarse                                 |